# Sjuz'ma
La Sjuz'ma (in russo Сюзьма?) è un fiume della Russia europea settentrionale, tributario del Mar Bianco. Scorre nel rajon Primorskij e nel distretto urbano della città di Severodvinsk (oblast' di Arcangelo).
Il fiume ha origine da una palude sulla penisola di Onega e sfocia nella baia della Dvina vicino al villaggio di Sjuz'ma. Il corso del fiume è tortuoso e cambia spesso direzione. La lunghezza del fiume è di 158 km, l'area del bacino è di 780 km². Nel corso medio, è attraversato dal ponte dell'autostrada Arcangelo-Onega.